# Callionia simplex
Callionia simplex là loài thực vật có hoa trong họ Hoa hồng. Loài này được (Michx.) Greene mô tả khoa học đầu tiên năm 1906.